# Retablo mayor de la iglesia de Santa María de la Asunción (Dueñas)

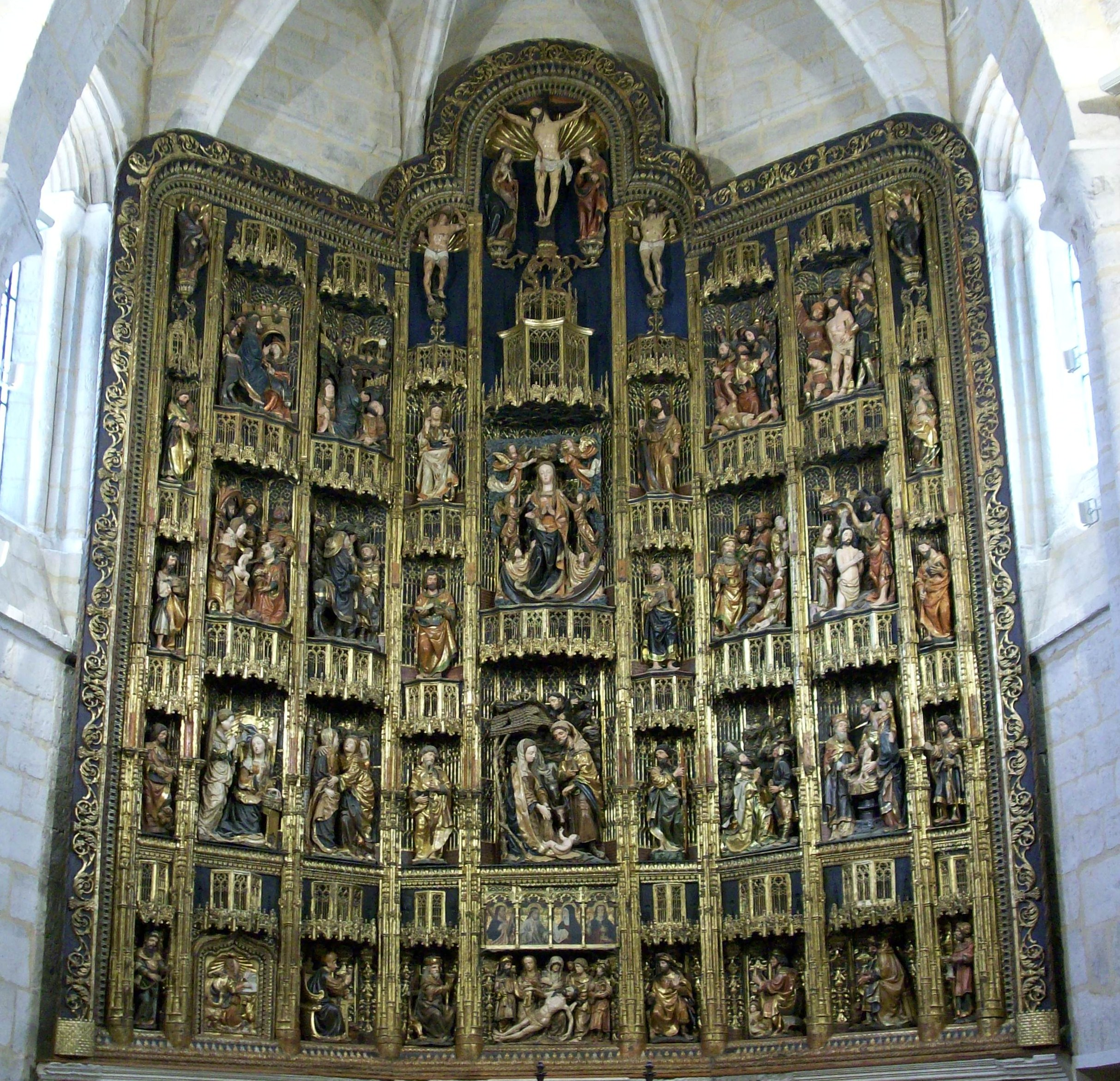
Retablo de la iglesia parroquial de Santa María de Dueñas. Tardogótico (1510-1518), obra del Maestro Antonio (de Malinas).

El retablo mayor de la iglesia de Santa María de la Asunción de Dueñas, (Palencia, España) es una obra de estilo hispano-flamenco, considerado como uno de los ejemplos más importantes de la Corona de Castilla. Realizado completamente en madera policromada, ocupa el interior del ábside central de la iglesia de Santa María de la Asunción, ejemplo de arquitectura protogótica, transición del Románico al Gótico, empezada a construir a finales del siglo XII, pero cuyas obras se extiendieron a lo largo de la siguiente centuria.   
El retablo está dividido en 15 escenas que relatan diferentes sucesos de la vida de Jesucristo, organizadas en dos ciclos: Infancia y Pasión. A las escenas hemos de sumar numerosas imágenes individuales que representan a los doce apóstoles, los cuatro evangelistas, cuatro profetas del Antiguo Testamento y los reyes David y Salomón. 

## Autoría y datación
Su construcción tuvo lugar entre 1510 y 1518 por suscripción popular, aunque cabe destacar la contribución de los condes de Buendía, señores de Dueñas desde 1439, cuyos titulares en esos momentos eran Juan de Acuña, III conde de Buendía, que adolecía de una enfermedad que se ha identificado con una esquizofrenia leve, y su mujer María López de Padilla. 
El ensamblaje fue obra de Alonso de Ampudia y Pedro Manso, mientras que los relieves y las imágenes mayores se encargaron al Maestro Antonio, identificado con Antonio de Malinas o Anthonis Van Manslade III, perteneciente a una importante familia de artistas flamencos, los Keldermans, que ostentaron el cargo de arquitectos municipales de esta importancie ciudad del ducado de Brabante. Giralte de Bruselas talló dos de los profetas y 48 tallas de pequeñas dimensiones hoy perdidas.
Estilísticamente, se ha de relacionar con los grandes retablos de transición del Gótico al Renacimiento; el armazón y los doseletes que cobijan las esculturas son góticos, pero en la imaginería se observa ya la influencia del primer renacimiento español. Se puede establecer paralelismos estéticos y conceptuales con los retablos de las catedrales de Oviedo, Toledo y Sevilla o los de las iglesias de Gumiel de Izán (Burgos) o Lequeitio (Vizcaya). 

## Descripción del retablo e imaginería

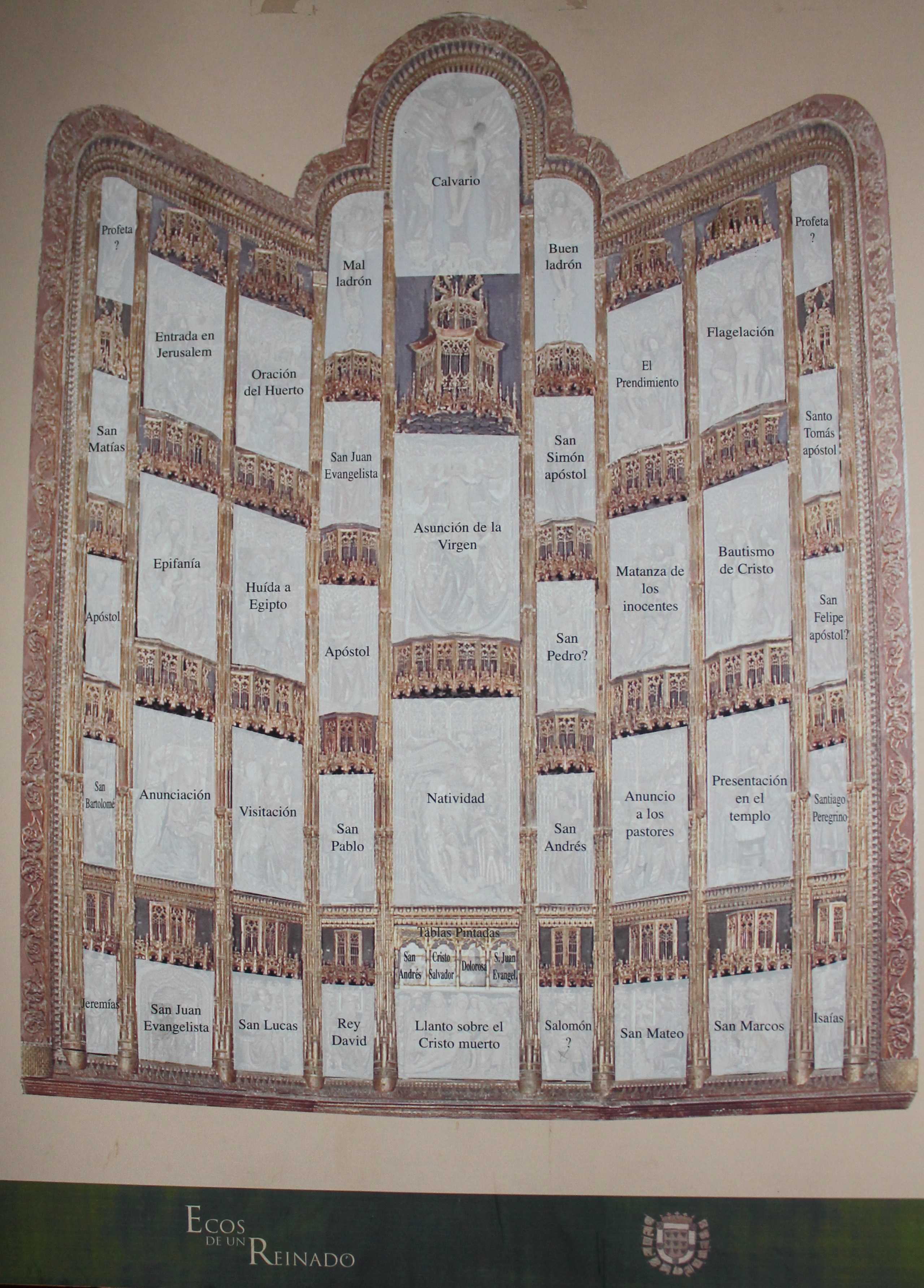
Esquema iconográfico del retablo.

Las dimensiones del retablo son 9,50m de alto (12,10 desde el suelo) por 7,80m de ancho y está formado por banco, tres cuerpos, ático y un guardapolvo que recorre completamente el exterior, incluido el Calvario. Las figuras y relieves se disponen en cinco calles, siendo la central más ancha, y cuatro entrecalles. 
El retablo es de madera policromada, siendo la estructura y doseletes de madera de pino y los relieves y escenas de madera de nogal, a excepción de la imagen central, La Asunción de María, que es la única escena realizada en madera de pino.
Las escenas están ordenadas cronológicamente de izquierda a derecha y de abajo arriba, narrando la vida de Cristo en dos ciclos. Los dos primeros cuerpos están dedicados a la Infancia de Jesucristo y abarca ocho escenas: en el primer cuerpo La Anunciación, La Visitación, La Natividad, El anuncio a los pastores y La Circuncisión y, en el segundo cuerpo, La Adoración de los Reyes Magos, La Huida a Egipto y La matanza de los Inocentes. 
La última escena de este segundo cuerpo supone el inicio de la vida pública de Jesús con El Bautismo de Cristo en el río Jordán por su primo Juan Bautista para, en el tercer y último cuerpo, narrar la Pasión con La Entrada a Jerusalén, La Oración en el Huerto, El Prendimiento y La Flagelación. Todo ello rematado por un Calvario en el ático donde aparece Jesucristo crucificado acompañado por los dos ladrones, Gestas y Dimas, y la Virgen María junto a san Juan Evangelista. 
En las entrecalles aparecen tallas individuales, todas ellas vinculadas también a la vida de Cristo, pues representan a los doce apóstoles, seguidores de Cristo elegidos por el propio Mesías; en las  esquinas del retablo aparecen cuatro profetas del Antiguo Testamento (Isaías, Zacarías, Jeremías e Isaac), que predijeron la llegada del Mesías en sus escritos; y, en el banco o predela, aparecen los cuatro evangelistas, que narraron la vida de Cristo en sus escritos, y los reyes David y Salomón, ascendientes de Jesús, flanqueando una escena que representa un Llanto sobre Cristo muerto, sobre la cual aparecen las únicas tablas pintadas (seguramente procedentes de un retablo anterior), que representan a San Andrés, San Juan Evangelista, un Cristo Salvador y una Dolorosa.  
Por último, en la parte central del retablo aparece la titular de la iglesia: la Asunción de María, cuya festividad se celebra el 15 de agosto. Es una talla interesante, pues es un compendio de tres advocaciones marianas. La escena representa no sólo la Asunción de la Virgen al cielo acompañada por  los ángeles, sino que también representa su Coronación e, incluso, aparece representada con los atributos de la Inmaculada Concepción, dogma con una profunda raigambre en España ya desde los siglos XV y XVI pero que no fue reconocido por la Iglesia Católica hasta la bula Ineffabilis Deus de Pío IX en 1854. A pesar de ello, España venía celebrando a la Inmaculada como patrona y protectora desde 1644 (Milagro de Empel), siendo el 8 de diciembre fiesta de carácter nacional.

## Restauración 2009-2010
En octubre de 2009 se iniciaban los trabajos de restauración del retablo, financiados por la Fundación del Patrimonio Histórico de Castilla y León. Esta restauración tuvo lugar en la propia iglesia, para lo que se montó un taller de restauración en el ábside central, y se prolongó durante nueve meses, siendo inaugurado en agosto de 2010, ascendiendo la inversión total a 467.287 euros. 
Tras el incendio que sufrió la iglesia en 1948 se repintó el retablo por completo, lo que constituía la patología más destacada, al margen de desplazamientos y desajustes, juntas abiertas, pequeñas faltas y un intenso ataque biológico, favorecido por la humedad procedente de la cripta, a la que se accede por la base del retablo.
La restauración ha descubierto la policromía original, de gran calidad, habiéndose encontrado lámina dorada, plateada con corlas y estofados en la policromía de las imágenes y relieves. La mazonería aparece cubierta con lámina dorada y los campos o fondos en azurita.